# Camp de réfugiés de Katsikás
Le camp de réfugiés de Katsikás, officiellement appelé centre d’accueil temporaire de Katsikás par le gouvernement grec, permet l’accueil des immigrants et des réfugiés en Grèce. Situé dans la ville de Katsikás, dans la région de l’Épire, ce camp est sous l’autorité du ministère grec des migrations et de l’asile.

## Gestion du camp
Le camp de Katsikás est le plus grand camp d’accueil de réfugiés et de migrants de la région de l’Épire. Le camp est dirigé par l’homme d’affaires Dimítris Lákkas. L’Organisation nationale de la santé publique, le ministère de l’Éducation, l’armée grecque ainsi que les agences d’aide comme « ASB Grèce » et « Metadrasi » opèrent dans le camp.
Le camp y est organisé en quartiers en fonction de l’origine des habitants.
En décembre 2020, le camp accueillait environ 1 300 personnes, pour une capacité d’accueil globale de 1 450 personnes.

## Tensions
Le 14 décembre 2020, un conflit a éclaté entre les forces de police et les résidents du camp lors de l’arrivée d’environ 150 nouveaux réfugiés. Des témoins parlent de violence, d’utilisation de gaz lacrymogènes et de coups de feu tirés en l’air. La police grecque n’a de son côté pas publié d’annonce sur l’incident.
La tension avait été provoquée par le surpeuplement des logements préfabriqués existants, dû à l’accueil de personnes supplémentaires qui avaient notamment été transférées depuis les camp d’Athènes et de Serrès.